# Jenny Nowak
Jenny Nowak (20 agosto 2002) è una combinatista nordica tedesca.

## Biografia
Attiva dall'agosto del 2014, la Nowak ha esordito in Coppa Continentale il 20 gennaio 2018 a Rena) (3ª). Ai Mondiali juniores di Oberwiesenthal 2020 ha vinto la medaglia d'oro nella gara individuale, per poi debuttare in Coppa del Mondo nella gara inaugurale del circuito femminile, disputata il 18 dicembre 2020 a Ramsau am Dachstein (13ª); ai successivi Mondiali di Oberstdorf 2021, sua prima presenza iridata, si è classificata 18ª nel trampolino normale e il 7 gennaio 2022 ha conquistato in Val di Fiemme il primo podio in Coppa del Mondo (3ª). Ai Mondiali juniores di Zakopane/Lygnasæter 2022 ha vinto la medaglia d'oro nella gara a squadre mista, ai Mondiali di Planica 2023 ha vinto la medaglia d'argento nella gara a squadre mista e si è piazzata 11ª nel trampolino normale e a quelli di Trondheim 2025 ha vinto la medaglia d'argento nella gara a squadre mista ed è stata 5ª sia nella gara individuale sia nella partenza in linea.

## Palmarès

### Mondiali
- 2 medaglie
  - 2 argenti (gara a squadre mista a Planica 2023; gara a squadre mista a Trondheim 2025)

### Mondiali juniores
- 2 medaglie:
  - 2 ori (trampolino normale a Oberwiesenthal 2020; gara a squadre mista a Zakopane/Lygnasæter 2022)

### Coppa del Mondo
- Miglior piazzamento in classifica generale: 7ª nel 2024
- 5 podi (2 individuali, 3 a squadre):
  - 2 secondi posti (1 individuale, 1 a squadre)
  - 3 terzi posti (1 individuale, 2 a squadre)